# The Valley (album)
 (avril 2019).
Pour les articles homonymes, voir The Valley.
The Valley est le 7e album du groupe américain de deathcore Whitechapel. Il est sorti chez Metal Blade Records le 29 mars 2019, est composé de 10 morceaux, et a reçu des critiques très positives,,,. Le 14 avril 2020, une version acoustique de Hickory Creek a été publiée. Il s'agit de la première chanson de Whitechapel à inclure des voix entièrement propres.